# 미크 슈마허

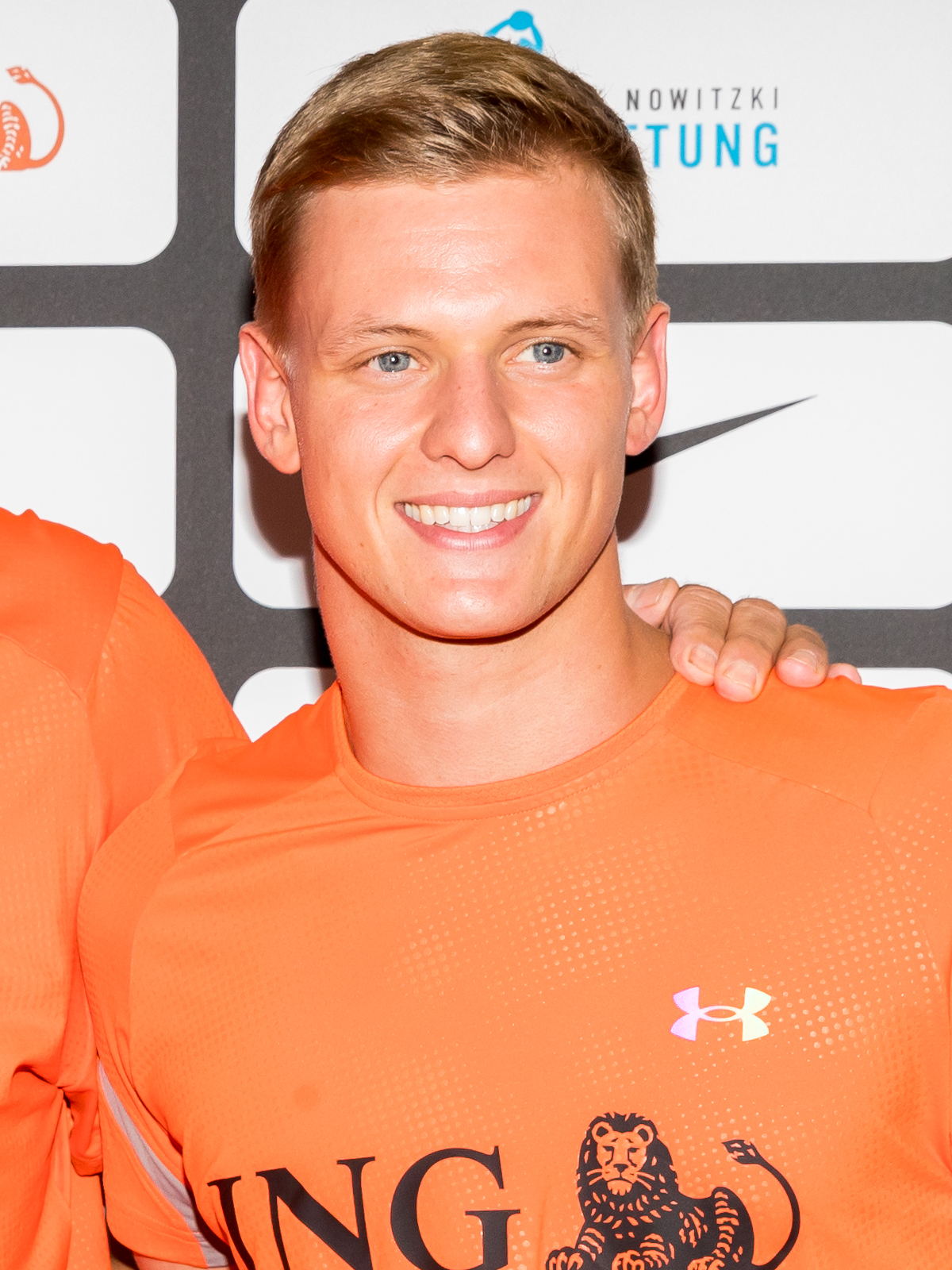

미크 슈마허(독일어: Mick Schumacher, 1999년 3월 22일~)는 독일의 자동차 경주 선수이다. 포뮬러 원에서 7회 우승을 달성한 전설적인 자동차 경주 선수인 미하엘 슈마허의 아들이자 랄프 슈마허의 조카이다.